# 守屋俊重
守谷 俊重（もりや とししげ）は、戦国時代から安土桃山時代にかけての武士。二階堂氏、伊達氏の家臣。

## 略歴
守谷秀重の嫡男として誕生。天正17年（1589年）、伊達政宗が須賀川城を攻めた際、政宗に内応して本丸の西方にある菩提所長禄寺に放火した。折りからの西風に煽られ炎は四方に飛び火して城と町は焼け落ち、二階堂氏の敗北が決定的となった。
以後伊達政宗に仕えたが、一説によると再び裏切るのを恐れた政宗によって、白石坂で両耳を切り取られ殺されたともいわれている。しかし、伊達氏の勝因を作った功労者であり、また俊重の他にも二階堂氏から伊達側へ寝返った武将は多数存在し、俊重だけが殺される理由がないため、この説の信憑性は薄いと言える。子・重国以降は無嫡のため断絶している。

## 姓について
なお､姓が守屋と表記であったが守谷が正しい｡須賀川の居住地は守谷館､福島県安達郡大玉村玉井には守谷山があり､東北地方に守谷という姓が多い。斎藤茂吉の生家は守谷である。守屋は岡山県に多い。